# 竹矢宣子
竹矢 宣子（たけや のぶこ、1967年6月16日 - ）は、エス・オー・プロモーション所属のフリーアナウンサー。
以前は宮崎放送に在籍した。
島根県安来市出身、神奈川大学卒業。身長は163cm。1991年宮崎放送に入社（退社年は不明）。趣味は映画鑑賞、写真、水族館めぐり、散歩。

## 担当番組
宮崎放送時代
- ザ・フレッシュ!（TBSテレビ、宮崎から中継リポーター）ほか
- ぽっぷん王国ミュージックスタジアム（ラジオ）

フリー転向後
- FM横浜「エフエムヨコハマニュース」日曜担当
- ニッポンNavi!（日経CNBC）
- かわさきビジュアル辞典（テレビ神奈川）
- 今旬！いいもの百貨店 (ラジオ日本ほか)
- イマドキショッピング(MBSラジオほか)